# Cerkiew i cmentarz prawosławny w Sainte-Geneviève-des-Bois
Cerkiew Zaśnięcia Matki Bożej oraz cmentarz prawosławny w Sainte-Geneviève-des-Bois, w departamencie Essonne – dwudziestowieczny zespół rosyjskiej architektury prawosławnej, unikatowy we Francji. Jedna z najważniejszych nekropolii rosyjskiej białej emigracji, jak również miejsce pochówku rosyjskich emigrantów z ZSRR.

## Historia cmentarza
Cmentarz komunalny w Sainte-Geneviève-des-Bois istnieje od 1879. W 1927 rosyjska emigrantka, księżna Wiera Mieszczerska oraz arystokratka angielska Dorothy Paget sfinansowały otwarcie w miejscowości „Domu Rosyjskiego” dla osób znajdujących się w podobnej jak fundatorka sytuacji, który zajął pozostałe po zamku w Cossonerie obiekty. Mieszkańcy domu, kultywujący tradycje Rosji carskiej, byli chowani na cmentarzu. Fundatorka domu kierowała nim do swojej śmierci; jednorazowo obiekt mógł pomieścić 250 osób i funkcjonuje do tej pory.
W 5220 kwaterach cmentarza pochowanych zostało około 15 tys. emigrantów rosyjskich (zamieszkałych w Domu Rosyjskim lub nie), przede wszystkim osoby, które uciekły z Rosji po rewolucji październikowej oraz ich potomkowie.
Wśród pochowanych są m.in.: tancerze Rudolf Nuriejew i Serge Lifar, filmowiec Andriej Tarkowski, malarz Siergiej Polakow, laureat Nagrody Nobla w dziedzinie literatury (1933) Iwan Bunin, pierwszy premier rosyjskiego Rządu Tymczasowego Gieorgij Lwow, tancerki Les Ballets Russes oraz członkowie rodziny carskiej – arcyksiążęta Andriej Władimirowicz i Gabriel Konstantynowicz Romanowowie razem z żonami Matyldą Krzesińską i Antoniną Niestierowską, książę Feliks Jusupow – współautor zamachu na Rasputina, symbolistka Zinaida Gippius, prawosławny teolog Siergiej Bułgakow, malarz Konstantin Somow, rewolucjonista i publicysta Władimir Burcew, ekonomista i socjolog Piotr Struwe.
Drugą grupę zmarłych emigrantów stanowią dysydenci radzieccy, którzy uciekli bądź zostali wydaleni z ZSRR.
Osobną część cmentarza zajmują groby wojskowych związanych z białymi armiami. Wyróżniają się tutaj pomniki rosyjskich kombatantów spod Gallipoli oraz kozaków dońskich.
Od lat 60. pojawiały się informacje o planowanym zamknięciu cmentarza, według władz lokalnych była rozważana ekshumacja pochowanych szczątków oraz przeniesienie ich na nowe miejsce. Część pochowanych – w tym najbardziej znany generał Anton Denikin – została ekshumowana i przewieziona do Moskwy. Obecnie cmentarz jest już zamknięty dla nowych pochówków, wyłączając szczególne przypadki. Od 2006 cały zespół cerkiewno-cmentarny jest objęty ochroną państwową jako zabytek kultury.

## Cerkiew
Początkowo mieszkańcy „Domu Rosyjskiego” korzystali z umieszczonej na jego terenie kaplicy pod wezwaniem św. Mikołaja. W 1938 został zawiązany komitet budowy wolno stojącej cerkwi. Dzięki staraniom Wiery Mieszczerskiej budowa została wsparta finansowo przez zamieszkałych we Francji emigrantów rosyjskich, co pozwoliło na wzniesienie głównej bryły budynku do jesieni 1938 oraz dobudowanie w roku następnym dzwonnicy.
Cerkiew reprezentuje styl nowogrodzki, naśladujący rosyjskie budownictwo piętnastowieczne. Autorem projektu budynku był Albert Benois, natomiast prace budowlane nadzorował Jules Peyroux, który ze swoją rosyjską żoną Margaritą wykonał także dekorację wnętrza, freski. Ikonostas wykonał P. Fiedorow (wszyscy pochowani w krypcie cerkwi). Trwająca rok budowa cerkwi została zakończona w 1939 i wtedy obiekt został poświęcony. Cerkiew jest bielona, posiada jedną, malowaną na niebiesko kopułę. Na zewnętrznej elewacji nie posiada ozdób, jedynie na bramie wiodącej na teren cerkwi widnieje niewielkie malowidło z wizerunkiem Chrystusa i czterech aniołów.
Po prawej stronie ikonostasu znajduje się tablica upamiętniająca grupę 29 tys. Kozaków dońskich oraz 2605 oficerów pochodzenia rosyjskiego, którzy w czasie II wojny światowej walczyli pod stronie niemieckiej i w 1945 zostali przez aliantów wydani ZSRR (Operacja Keelhaul), gdzie osądzono ich za zdradę stanu. Tablica jest miejscem corocznych uroczystości, w których biorą udział rosyjscy emigranci.
W podziemiach cerkwi, oprócz wspomnianych już osób, pochowano metropolitów Zachodnioeuropejskiego Egzarchatu Rosyjskiego Kościoła Prawosławnego – Eulogiusza i jego następców Włodzimierza, Jerzego oraz Gabriela, prawosławnego świętego Aleksieja Miedwiedkowa oraz premiera Rosji w latach 1911–1914 Władimira Kokowcowa razem z żoną.
Cerkiew pozostawała w jurysdykcji Zachodnioeuropejskiego Egzarchatu Parafii Rosyjskich do czasu jego likwidacji (2018). Od 2019 r. podlega Arcybiskupstwu Zachodnioeuropejskich Parafii Tradycji Rosyjskiej Patriarchatu Moskiewskiego.
Od momentu konsekracji świątynia jest siedzibą parafii.

## Galeria

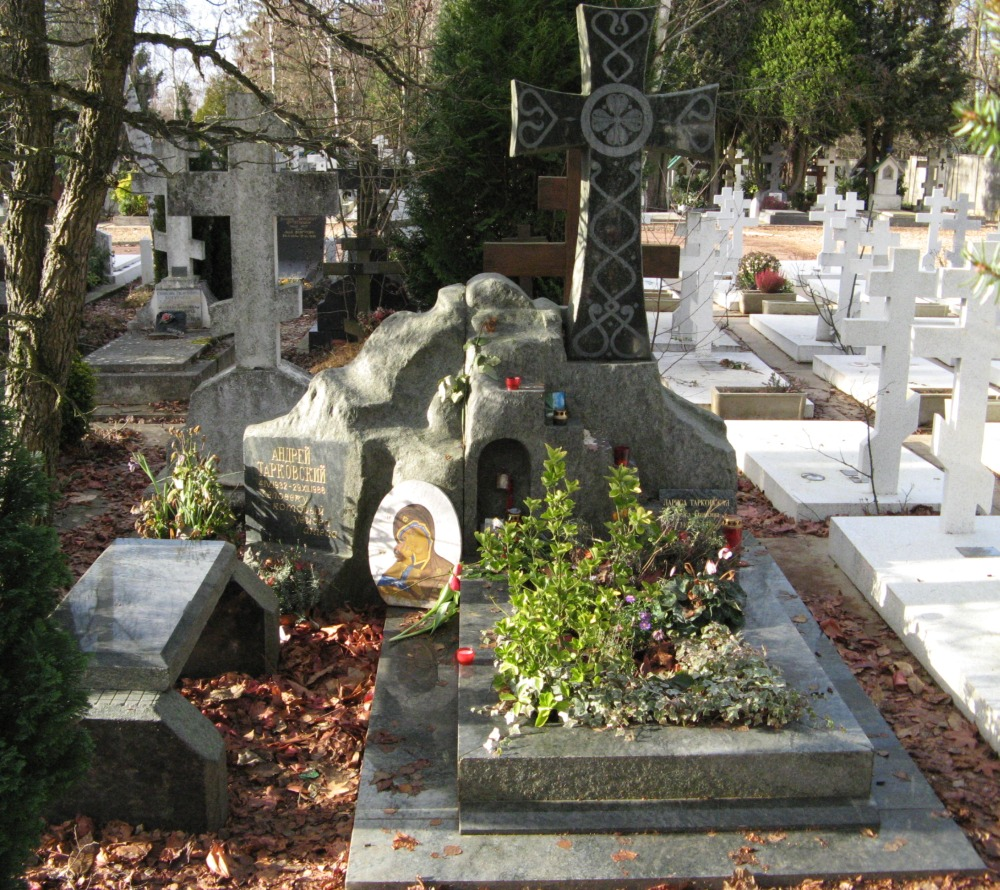
Grób Andrieja Tarkowskiego
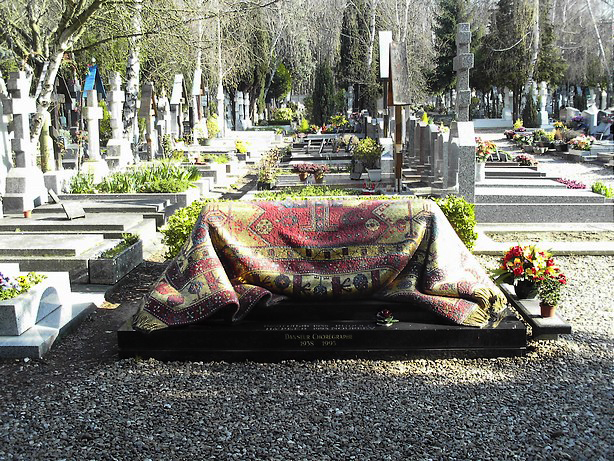
Grób Rudolfa Nuriejewa
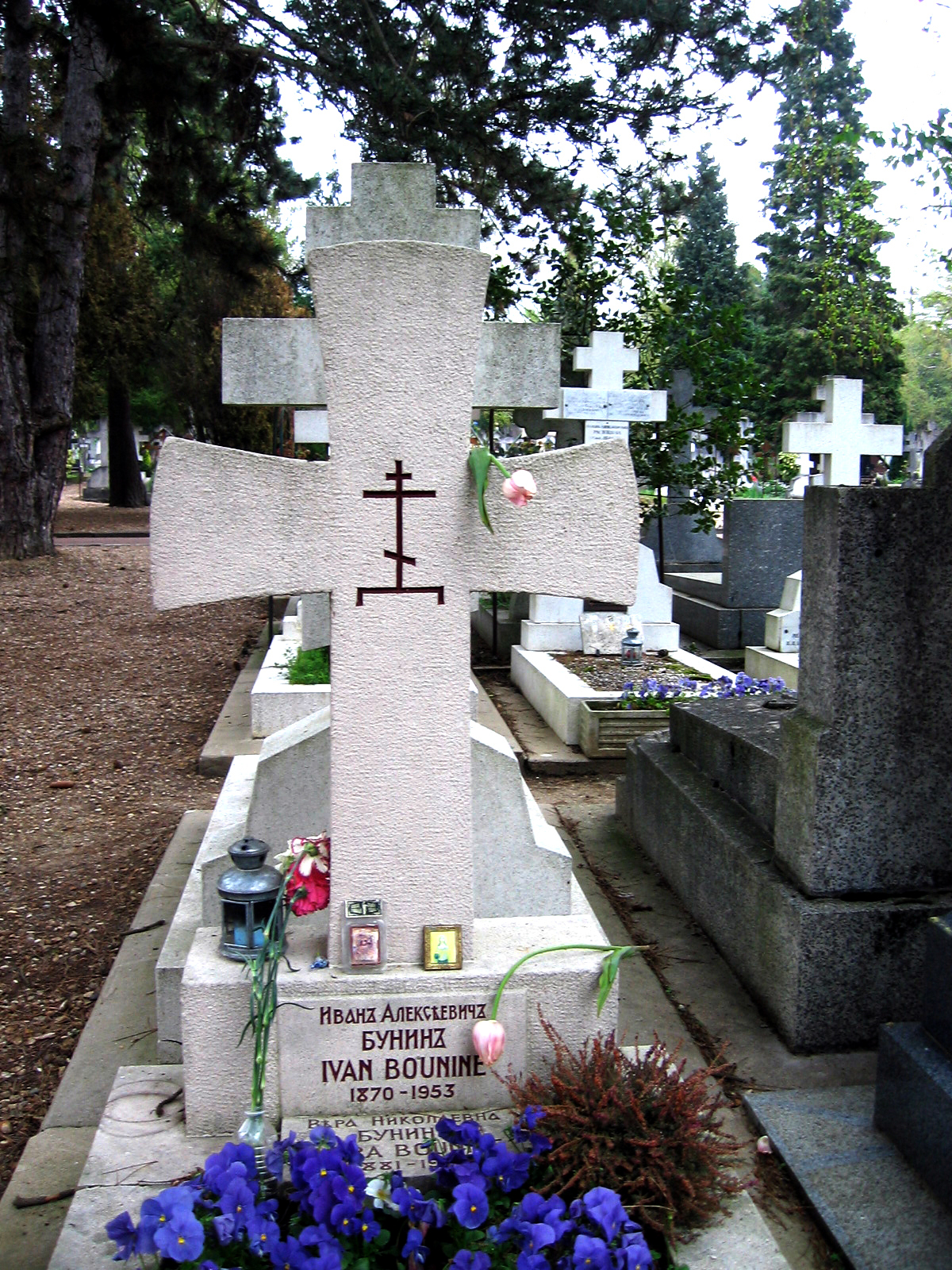
Grób Iwana Bunina
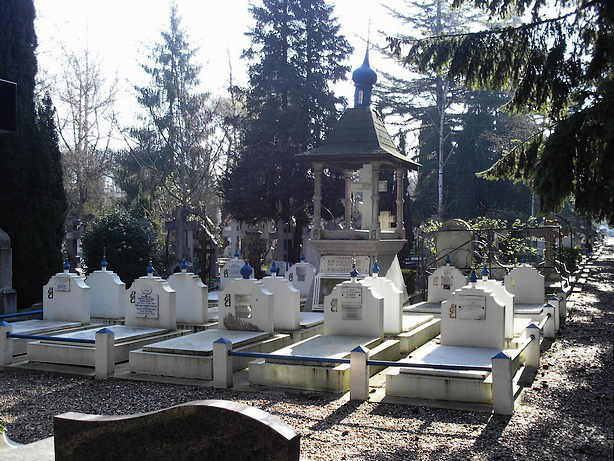
Grób gen. Aleksiejewa i tzw. aleksiejewców
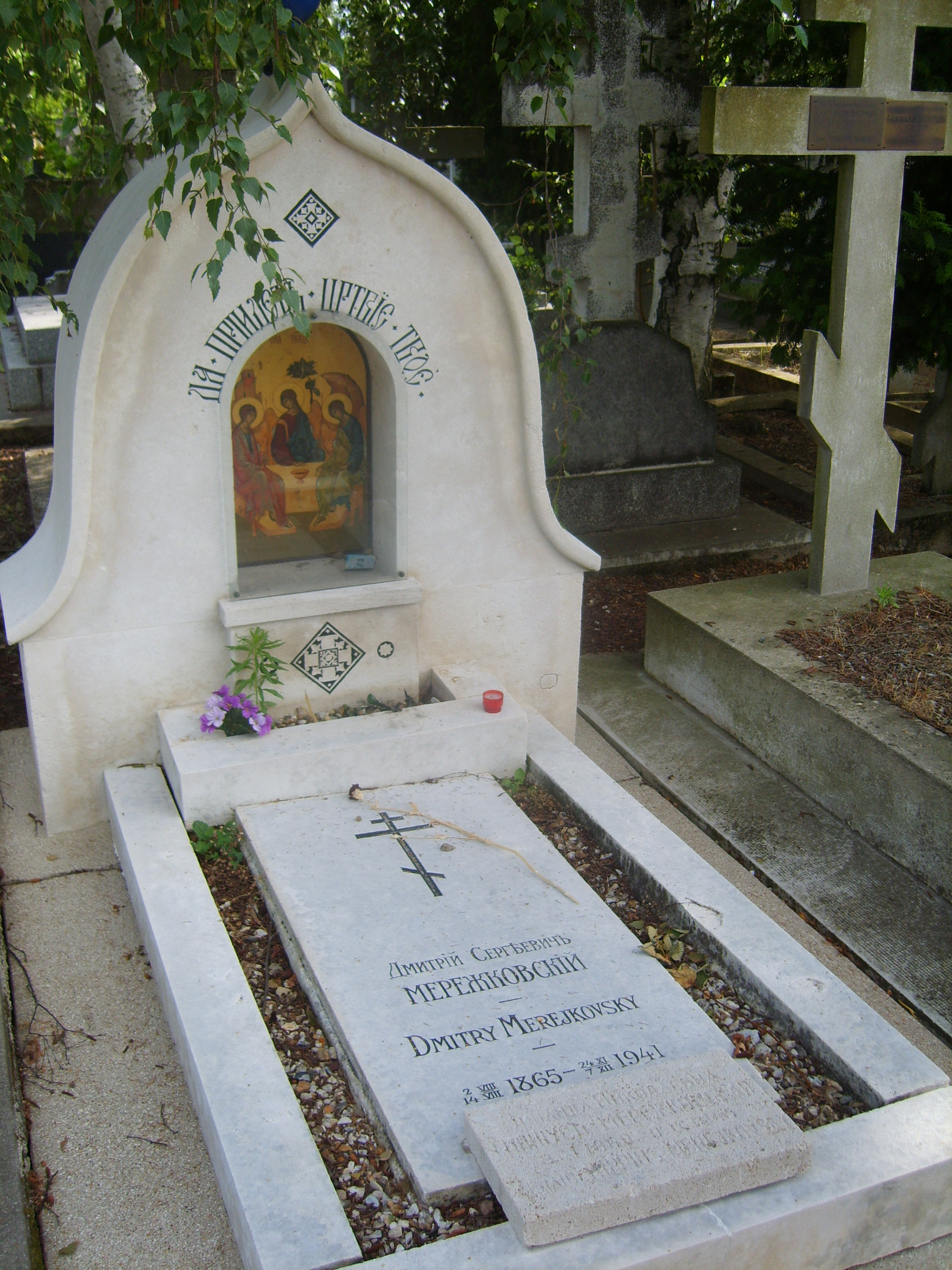
Grób Dmitrija Mereżkowskiego i Zinaidy Gippius
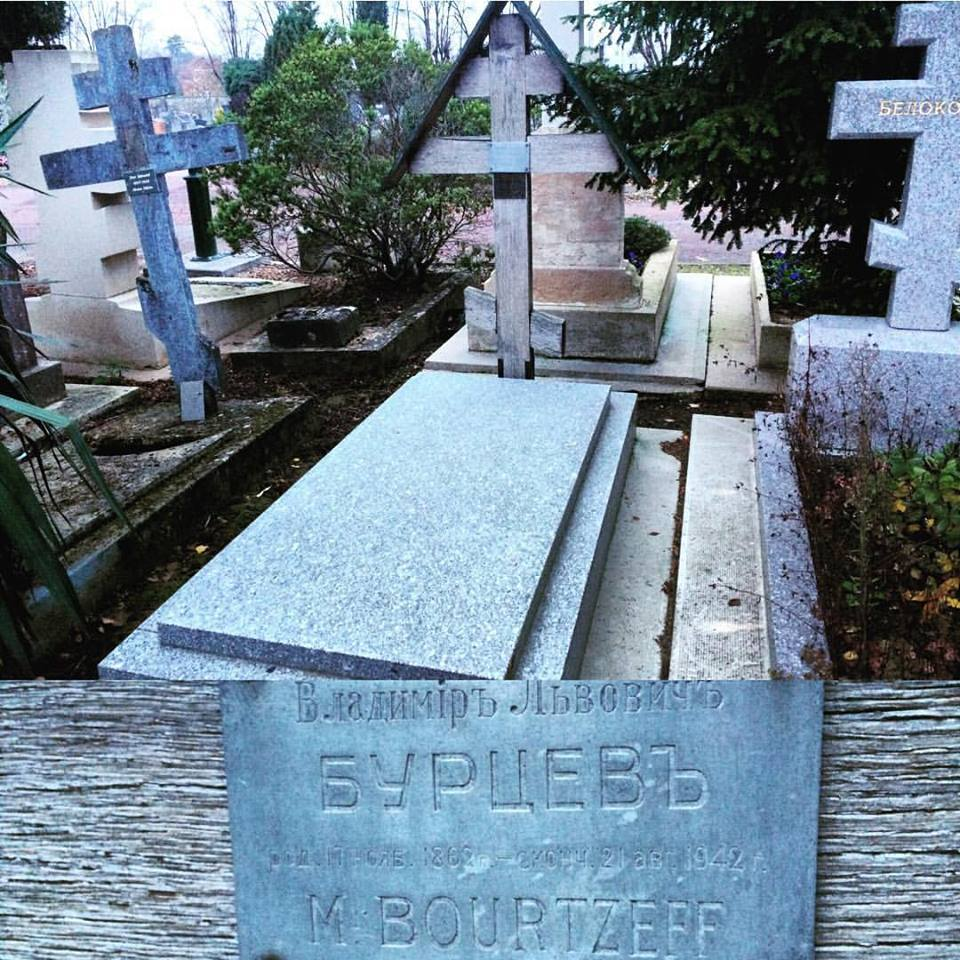
Grób Władimira Burcewa
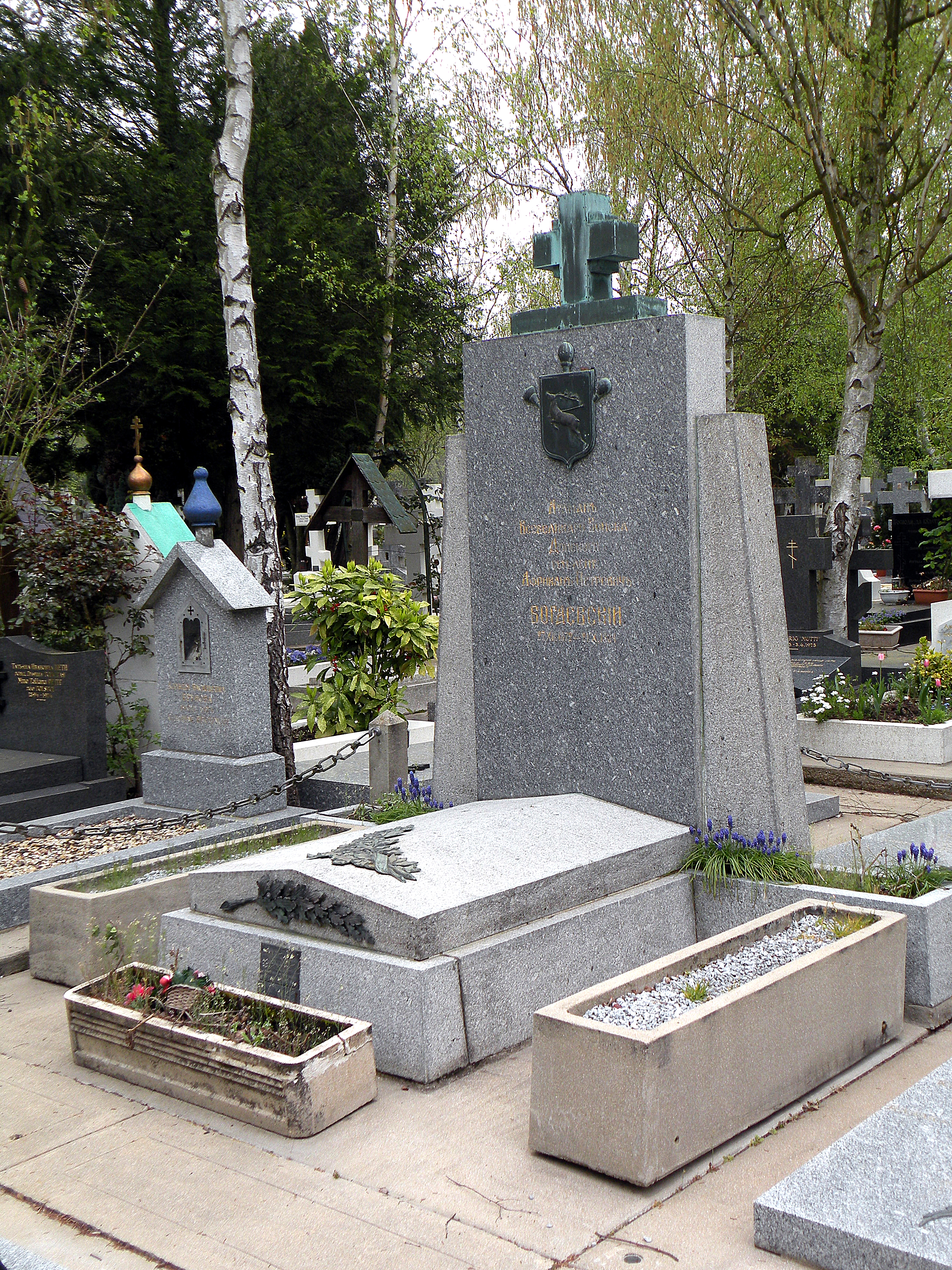
Grób Afrikana Bogajewskiego
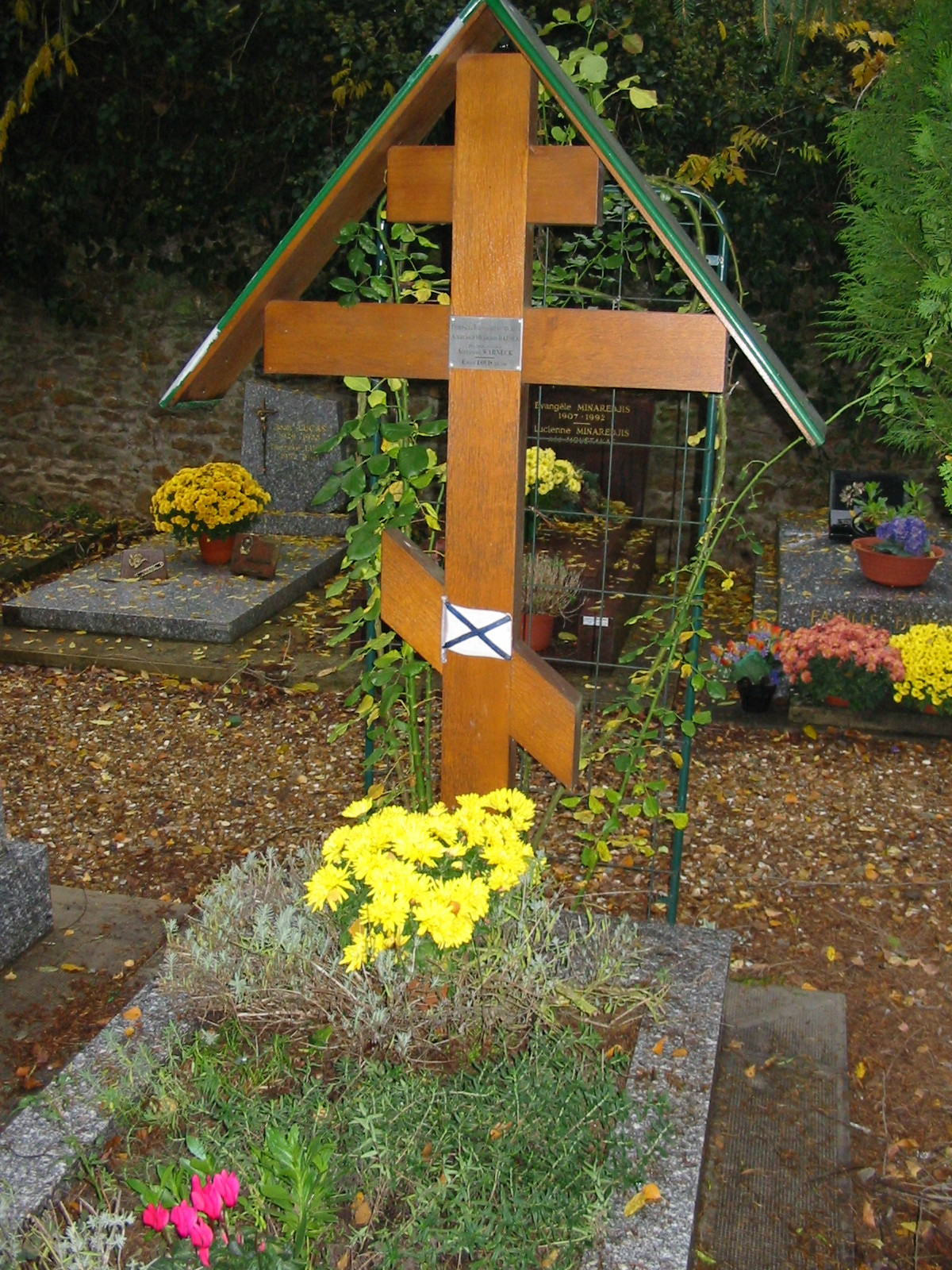
Grób Aleksandra Warnieka